# Hladké
Hladké je přírodní rezervace o rozloze 38 ha v okrese Uherské hradiště. Jedná se o původní listnaté lesy s přestárlými bukovými porosty a pěnovcovými inkrustacemi; společenstva saproxylických druhů bezobratlých, zejména populace kriticky ohroženého tesaříka alpského (Rosalia alpina) a hnízdní kolonie silně ohroženého druhu holuba doupňáka (Columba oenas).